# Conophyma
Conophyma is een geslacht van rechtvleugeligen uit de familie Dericorythidae. De wetenschappelijke naam van dit geslacht is voor het eerst geldig gepubliceerd in 1898 door Zubovski.

## Soorten
Het geslacht Conophyma omvat de volgende soorten:
- Conophyma alajense Mishchenko, 1951
- Conophyma almasyi Kuthy, 1905
- Conophyma amicus Li & Ti, 1995
- Conophyma argutum Mishchenko, 1950
- Conophyma armatum Mishchenko, 1950
- Conophyma bactrianum Mishchenko, 1950
- Conophyma badium Mishchenko, 1950
- Conophyma baludzhianum Mishchenko, 1946
- Conophyma berezhkovi Bey-Bienko, 1948
- Conophyma beybienkoi Mishchenko, 1937
- Conophyma bienkoi Mishchenko, 1937
- Conophyma bogojavlenskii Tarbinsky, 1926
- Conophyma boldyrevi Bey-Bienko, 1948
- Conophyma cercatum Ramme, 1939
- Conophyma comatum Mishchenko, 1951
- Conophyma comtulum Mishchenko, 1950
- Conophyma corallipes Ramme, 1939
- Conophyma darvazicum Mishchenko, 1950
- Conophyma dirshi Bey-Bienko, 1948
- Conophyma dumale Mishchenko, 1950
- Conophyma egregium Mishchenko, 1950
- Conophyma excellens Mishchenko, 1950
- Conophyma formosum Mishchenko, 1951
- Conophyma fuscum Mishchenko, 1950
- Conophyma geminum Mishchenko, 1950
- Conophyma ghilarovi Chernyakhovskij, 1985
- Conophyma ghilarovianum Myrzaliev, 1988
- Conophyma herbaceum Mishchenko, 1951
- Conophyma ikonnikovi Uvarov, 1925
- Conophyma iliense Mishchenko, 1951
- Conophyma indicum Mishchenko, 1950
- Conophyma jacobsoni Uvarov, 1925
- Conophyma jakovlevi Bey-Bienko, 1936
- Conophyma kashmiricum Mishchenko, 1950
- Conophyma kusnetzovi Umnov, 1931
- Conophyma kuznetzovi Stolyarov, 1969
- Conophyma latifrons Naumovich, 1986
- Conophyma laudanense Mishchenko, 1950
- Conophyma leve Mishchenko, 1951
- Conophyma lobulatum Mishchenko, 1950
- Conophyma maracandicum Mishchenko, 1950
- Conophyma mirabile Mishchenko, 1950
- Conophyma miramae Uvarov, 1925
- Conophyma mistshenkoi Protsenko, 1951
- Conophyma mitchelli Uvarov, 1921
- Conophyma montanum Chernyakhovskij, 1985
- Conophyma nanum Mishchenko, 1951
- Conophyma narzikulovi Cejchan, 1961
- Conophyma nigrescens Mishchenko, 1950
- Conophyma nigripes Naumovich, 1986
- Conophyma nitens Mishchenko, 1951
- Conophyma oliva Huang, 2006
- Conophyma olsufjevi Mishchenko, 1937
- Conophyma pavlovskii Tarbinsky, 1955
- Conophyma pazukii Mirzayans, 1991
- Conophyma petrosum Mishchenko, 1950
- Conophyma plotnikovi Uvarov, 1927
- Conophyma poimazaricum Sergeev & Pokivajlov, 1997
- Conophyma prasinum Mishchenko, 1950
- Conophyma pravdini Stolyarov, 1968
- Conophyma predtetshenskyi Mishchenko, 1937
- Conophyma przewalskii Bey-Bienko, 1949
- Conophyma pylnovi Uvarov, 1925
- Conophyma reinigi Ramme, 1930
- Conophyma remaudieri Descamps & Donskoff, 1965
- Conophyma roberti Pfadt, 1987
- Conophyma rufitibia Li & Ti, 1995
- Conophyma saxatile Mishchenko, 1950
- Conophyma semenovi Zubovski, 1898
- Conophyma septuosum Mishchenko, 1950
- Conophyma serafimi Myrzaliev, 1988
- Conophyma shamonini Shumakov, 1963
- Conophyma sharafii Pfadt, 1987
- Conophyma shumakovi Naumovich, 1986
- Conophyma simile Zubovski, 1899
- Conophyma sogdianum Mishchenko, 1950
- Conophyma sokolovi Zubovski, 1899
- Conophyma speciosum Mishchenko, 1951
- Conophyma spectabile Sergeev, 1984
- Conophyma splendidum Mishchenko, 1950
- Conophyma stebaevi Sergeev, 1986
- Conophyma susinganicum Mishchenko, 1951
- Conophyma tarbinskyi Miram, 1931
- Conophyma transiliense Naumovich, 1978
- Conophyma tumidum Mishchenko, 1950
- Conophyma turcomanum Mishchenko, 1950
- Conophyma turkestanicum Sergeev, 1984
- Conophyma umnovi Bey-Bienko, 1948
- Conophyma uvarovi Semenov, 1915
- Conophyma validum Mishchenko, 1950
- Conophyma vavilovi Bey-Bienko, 1963
- Conophyma virgatum Mishchenko, 1951
- Conophyma weberi Zubovski, 1899
- Conophyma xerophilum Mishchenko, 1951
- Conophyma xinjiangensis Huang, 1982
- Conophyma zachvatkini Pravdin, 1969
- Conophyma zhaosuensis Huang, 1982
- Conophyma zimini Bey-Bienko, 1948
- Conophyma zubovskyi Uvarov, 1925